# Српска православна црква у Раткову
Српска православна црква у Раткову, насељеном месту на територији општине Оџаци, подигнута је 1775. године, представља непокретно културно добро као споменик културе од великог значаја.
Православна црква у Раткову је посвећена Светом ратнику Георгију (Ђурђиц). Унутрашњост храма је издељена на три неједнака травеја, надвишена бачвастим сводом ојачаним луцима на конзолама. Над западним травејем уздиже се галерија. Дубока олтарска апсида, споља петострана, ужа је од брода цркве. Бочне фасаде украшене су дубоким слепим нишама које прате унутрашњи просторни распоред. Висока олтарска преграда представља једно од последњих сликарских остварења Јакова Орфелина. Иконостас са тридесет осам икона завршен је 1792. године у маниру уздржаног барока.